# Paweł Czuba
Paweł Czuba, ps. Burza, Lech (ur. 31 stycznia 1905 w Krasnymstawie na przedmieściu Zastawie, zm. 1995) – polski nauczyciel, żołnierz Batalionów Chłopskich, komendant obwodu nr 14 Krasnystaw Okręgu Lublin tej organizacji.

## Życiorys
Przed wybuchem II wojny światowej skończył Państwową Szkołę Gospodarstwa Wiejskiego w Cieszynie. Pracował jako nauczyciel w szkołach rolniczych we Wrześni, Okszowie i Lesznie. W 1924 rozpoczął współpracę z Centralnym Związkiem Młodzieży Wiejskiej, a w 1928 ze Związkiem Młodzieży Wiejskiej RP Wici i Polską Akademicką Młodzieżą Ludową. Był członkiem Polskiego Stronnictwa Ludowego.
Jako oficer rezerwista brał udział w kampanii wrześniowej, w II dywizjonie 40 pułku artylerii lekkiej, dostał się do niewoli, z której zbiegł. W 1940 związał się z Związkiem Walki Zbrojnej, a później wstąpił do Batalionów Chłopskich i Stronnictwa Ludowego „Roch”. Był członkiem powiatowych władz SL „Roch”, a także członkiem delegatury rządu na kraj w powiecie. Był komendantem obwodowym Batalionów Chłopskich i Ludowej Straży Bezpieczeństwa. Brał udział w licznych akcjach zbrojnych m.in. na areszt w Krasnymstawie 19 września 1943. W sierpniu 1944 aresztowany przez UB w Lublinie, przetrzymywany pierw w więzieniu przy ul. Świętoduskiej, potem na Zamku Lubelskim, zwolniony.
Po wojnie pracował jako urzędnik w Departamencie Oświaty Rolniczej Ministerstwa Rolnictwa. Był członkiem Polskiego Stronnictwa Ludowego. Po „odwilży” w 1958 wstąpił do Zjednoczonego Stronnictwa Ludowego, którego członkiem był do 1970.

## Publikacje
Paweł Czuba, Jan Wojtal, Walczyli na ziemi krasnostawskiej: 1939–1945. Ludowa Spółdzielnia Wydawnicza, 1979. ISBN 83-205-3150-0, 9788320531503.
po uzupełnieniu, poprawieniu i usunięciu wpływów cenzury wydane jako:
Paweł Czuba, Jan Wojtal, Nie stali z bronią u nogi: w krasnostawskim obwodzie 1863–1946. Norbertinum, 1998. ISBN 83-86837-34-9, 9788386837342.

## Ordery i odznaczenia
- Krzyż Srebrny Orderu Virtuti Militari
- Krzyż Grunwaldu III klasy
- Krzyż Kawalerski Orderu Odrodzenia Polski
- Krzyż Walecznych
- Złoty Krzyż Zasługi z Mieczami